# Holistický marketing
Koncepce holistického marketingu  je založena na přístupu, který se zabývá celým rozsahem a komplexností marketingových aktivit a sleduje marketingovou filozofii ve smyslu komplexního pohledu na potřeby zákazníků, dále na všechny funkce firmy, které ovlivňují spokojenost zákazníka – těmi mohou být včasná a bezchybná fakturace, objednávky, kvalita produktu, služby zákazníkům, dále pohledu na trh, ve kterém firma podniká, zejména jeho příležitosti a hrozby. Tento přístup tedy uznává a smiřuje rozsah a spletitosti marketingových aktivit, bere v úvahu jejich šíři a vzájemnou propojenost a uznává, že v marketingu záleží na všem.
Celá tato koncepce vznikla z důvodu potřeby komplexnějšího, soudržnějšího přístupu, který jde dále než tradiční pojetí marketingu. Trh se totiž mění v důsledku důležitých, někdy navzájem propojených společenských sil, tedy faktorů, které vedou k vytvoření nových druhů chování a nových možností.
Realizace koncepce holistického marketingu je založena na čtyřech klíčových marketingových oborech:
- Vztahový marketing
- Integrovaný marketing
- Interní marketing
- Výkonový marketing

## Obory holistického marketingu

### Vztahový marketing
Díky vztahovému marketingu se snaží společnosti reagovat na změny v dnešním globálním světě, kde se klade důraz na vytvoření hlubokých a trvalých vztahů. Tento typ marketingu se zaměřuje na dlouhodobá partnerství s klíčovými protějšky pro jejich obchod.
Vztahový marketing se zaměřuje na čtyři důležité skupiny:
- Zákazníci
- Zaměstnanci
- Marketingoví partneři (prodejní kanály, dodavatelé, distributoři, dealeři, agentury)
- Členové finanční komunity (akcionáři, investoři, analytici)

Výstupem této části marketingu jsou marketingové sítě disponující vzájemně prospěšným obchodem a jsou tak jedinečné pro každou společnost. V dané síti společnost generuje zisky podstatně snadněji, například tím, že svoji síť snáze a levněji osloví novým produktem. V dnešní době je mnohem výhodnější budovat vlastní značku a na fyzickou distribuci produktu si najít dodavatele, kteří dokážou na daném trhu pracovat efektivněji, firma samotná provádí jen klíčové aktivity.
Vybudování silných vztahů potřebuje, aby společnost chápala možnosti a prostředky různých skupin, nesmí ani zapomínat na jejich potřeby a přání. Na základě všech těchto informací by měly firmy vytvářet individuální nabídky, služby a sdělení jednotlivým zákazníkům. Firmy se zaměřují na své nejziskovější zákazníky, výrobky a kanály a doufají v dosažení ziskového růstu a získání co největšího podílu výdajů každého ze svých loajálních zákazníků. Toho lze dosáhnout i širokou škálou výrobků a školením zaměstnanců, jak v nabízení a prodeji souvisejících produktů, tak i propagaci a doporučení zákazníkovi vyšší produkt (který je samozřejmě dražší), či jeho nejnovější verzi. Je důležité do marketingu společnosti zahrnout nejen řízení vztahu se zákazníky, ale i řízení vztahu s partnery. Prohlubování spolupráce s partnery a vnímání je jako společníky v poskytování určité hodnoty pro koncového zákazníka vede ku prospěchu všech stran.
Tímto způsobem firma postupuje, protože získání nových zákazníků je mnohonásobně dražší než udržení těch stávajících. Důležité je také udržet se v paměti zákazníků, aby se ke společnosti, třeba i později, navrátili.

### Integrovaný marketing
Posláním integrovaného marketingu je sestavení marketingových programů tak, aby zákazníkům vytvářeli, sdělovali a poskytovali hodnotu. Marketingový program pomáhá identifikovat, jaké marketingové aktivity je možné použít. Tradičním popisným nástrojem marketingových aktivit je marketingový mix, který McCarthy dělí do čtyř kategorií, souhrnně nazývaných 4 P:
- Product – produkt,
- Price – cena,
- Place – umístění,
- Promotion – propagace.

Rozhodnutí, která vyplývají z marketingového mixu  v konečném důsledku, ovlivňují jak obchodní cesty, tak konečné spotřebitele.

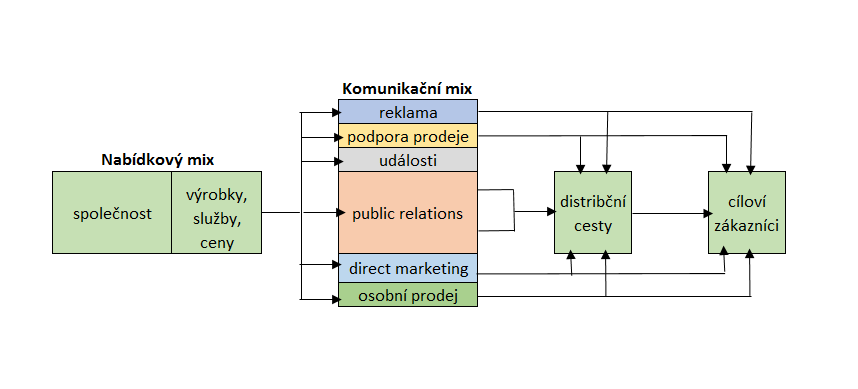
Integrovaný marketing

Obrázek popisuje, jak modelová firma připravuje mix výrobků, služeb a cen a jak je využíván komunikační mix reklamy, podpory prodeje, události, vztahů s veřejností, přímého marketingu a osobního prodeje k dosažení distribučních cest a cílových zákazníků. Je možné krátkodobě měnit ceny, množství pracovníků prodeje a výdajů na reklamu. V dlouhodobé perspektivě je možné měnit distribuční cesty a vyvíjet nové výrobky.
Koncept 4P je nástrojem prodejců, pomocí kterého ovlivňují zákazníky. Robert Lauterborn navrhl koncept 4C, který koresponduje s konceptem 4C:
- Customer solution – řešení potřeb zákazníka,
- Customer cost – výdaje zákazníka,
- Convenience – dostupnost řešení,
- Communication – komunikace.

Cílem společnosti je s ekonomickou efektivností řešit potřeby zákazníka v reálném čase. Integrovaný marketing se zabývá dvěma klíčovými tématy:
1. „Při sdělování a poskytování hodnoty je možné vyvíjet mnoho rozlišných marketingových aktivit.
2. Veškeré marketingové aktivity jsou koordinovány tak, aby se maximalizovaly jejich spojené důsledky. „[3]

Pro integrovanou komunikační strategii je nezbytné zvolit komunikační výběr navzájem korespondujících možností. Komunikační strategie musí být napojena na strategii firmy, musí být integrována do systému managementu prostředků, poptávky a sítí. Dobrý marketér je schopen zvolit správný marketingový mix tak, že se jednotlivé položky vzájemně podporují a doplňují – např. reklama v televizi, radiu a tisku, PR aktivity, webová prezentace a komunikace na sociálních sítích.

### Interní marketing
Interní marketing se zaměřuje na najmutí, vyškolení a motivování schopných zaměstnanců, jejichž cílem je zejména dobře sloužit zákazníkům společnosti. Interní marketing zabezpečuje, aby každý ve společnosti, zejména nejvyšší vedení, vyznával vhodné marketingové zásady. Každý dobrý marketér by si měl uvědomovat, že marketingové aktivity, které se odehrávají v rámci společnosti, mohou být stejně či dokonce více přínosné než ty, které jsou namířené směrem ven. Pokud chce společnost poskytovat excelentní služby, musí na to být zaměstnanci společnosti připraveni.
Za marketing nesmí zodpovídat pouze jediné oddělení, měl by prostupovat celou společností, řídit její vizi, poslání a strategické plánování. Marketing může být úspěšný pouze tehdy, kdy všechna oddělení společnosti společně pracují na splnění cílů zákazníka. To znamená, že finance zabezpečují potřebné množství prostředků, technici vyvíjejí správné výrobky, nákup zajišťuje správný materiál, výroba vyrábí dobré výrobky v odpovídajícím čase a účetnictví měří ziskovost nejvhodnějšími metodami. Management ovšem musí jasně vyjádřit vizi toho, jak marketingová orientace a filozofie firmy slouží zákazníkům, aby nastal takový soulad mezi jednotlivými odděleními.
Interní marketing vyžaduje vertikální soulad s nejvyšším vedením a horizontální soulad s ostatními odděleními, a to tak, aby každý rozuměl marketingovému úsilí, podporoval je a vážil si ho.
Je možné vymezit si několik zásad, při jejichž dodržení bude interní marketing efektivní:
- vypracování seznamu zásadních kompetencí pracovníků marketingu a jeho poskytnutí ostatním oddělením,
- interní komunikování důležitých marketingových kroků, akcí a kampaně značky v pravidelných intervalech,
- poskytnutí informací o inovacích, příležitostech, trendech a nových přístupech v marketingu nadřízeným,
- projevování zájmu o činnosti ostatních oddělení a hledání společných témat k diskusi,
- převzetí zodpovědnosti za zásadní marketingová rozhodnutí a přijmutí souvisejícího rizika,
- motivování spolupracovníků na firemních poradách a jejich vyzvání k tomu, aby také aktivně komunikovali.

### Výkonový marketing
Výkonový marketing požaduje pochopení finančních a nefinančních přínosů marketingových činností a programů pro firmu a lidskou společnost. Nejlepší marketéři se stále častěji při hodnocení výsledků marketingu dívají dále než jen na samotné tržby a zabývají se jeho dopady na tržní podíl, spokojenost zaměstnanců, míru ztráty zákazníků, kvalitu výroby a další hodnoty. V úvahu je nutné také brát právní, etické, společenské a environmentální dopady svých marketingových aktivit a programů.
Finanční odpovědnost
Od marketérů se stále častěji vyžaduje, aby své investice dokázali obhájit ve smyslu financí a ziskovost a současně budování značky a rozšiřování báze zákazníků. Využívají stále širší škálu finančních ukazatelů znázorňujících přímou a nepřímou hodnotu, kterou jejich marketingové úsilí vytváří, a uvědomují si, že velká část tržní hodnoty jejich firmy se odvíjí od nehmotných aktiv, zejména značek, zákaznické báze, distribučních a dodavatelských vztahů, zaměstnanců a intelektuálního vlastnictví. Marketingové ukazatele mohou společnostem pomoci určovat a porovnávat výkonnost marketingu z mnoha pohledů. Marketingový výzkum a statistické analýzy vyhodnocují finanční účinnost a účelnost jednotlivých marketingových aktivit. Firmy mohou zapojovat procesy a systémy zajišťující maximalizaci hodnoty poskytované analýzou těchto různých ukazatelů.
Marketing společenské odpovědnosti
Marketing musí brát v úvahu i etický, environmentální, právní a společenský kontext svých rolí a aktivit, jelikož dopady marketingu přesahují samotnou firmu a její zákazníky a týkají se lidské společnosti jako celku. Úkolem organizace je proto určit přání, potřeby a zájmy cílových trhů a uspokojovat je efektivněji než konkurence, přičemž musí ochraňovat a podporovat dlouhodobý blahobyt zákazníků a celé společnosti. S tím, jak se zboží stává stále komoditizovanějším a spotřebitelé společensky uvědomělejšími, některé společnosti využívají společenskou zodpovědnost jako způsob, jak se odlišit od konkurence, ovlivňují preference spotřebitelů a chtějí dosáhnout podstatného nárůstu tržeb a zisku.